# Masserberg
Masserberg là một đô thị ở huyện Hildburghausen, ở bang Thüringen, Đức. Đô thị này có diện tích 36,08 km², dân số thời điểm ngày 31 tháng 12 năm 2006 là 2721 người.